# Doryopteris intermedia
Doryopteris intermedia är en kantbräkenväxtart som beskrevs av Sehnem. Doryopteris intermedia ingår i släktet Doryopteris och familjen Pteridaceae. Inga underarter finns listade.